# West Washington Street Bridge (Muncie, Indiana)
Die West Washington Street Bridge ist eine historische Bogenbrücke aus Stahlbeton in Muncie, Indiana in den Vereinigten Staaten. Sie quert den White River und verbindet so Washington Street und Meeks Avenue. Sie wurde von Charles Armintrout entworfen, der damals Chefingenieur des Delaware Countys war. Die Brücke hat vier elliptische Bögen. Die Stahlarmierungen der Betonbögen reichen weit in die Pfeiler und Widerlager der Brücke hinein, sodass die Pfeiler deutlich dünner sein können als üblich. Dieses Design der Brücke wurde durch das Werk von Edwin Thacher inspiriert.

## Geschichte
Ende der 1920er Jahre hatten sich die Stadtgrenzen von Muncie ausgedehnt. Landerschließung im Zusammenhang mit dem Bau des Ball State Teachers College und des Ball General Hospital schufen neue Stadtviertel. Die verschiedenen Gebiete der City und ihrer Vororte wurden zunächst durch Straßenbahnen, doch diese wurden stillgelegt, als der Automobilverkehr sich zum Hauptverkehrsmittel entwickelte. Aufgrund dieser Entwicklung wurde die West Washington Street Bridge wichtiger, weil sie die Vororte mit dem Zentrum verband. Ursprünglich querte eine Fachwerkbrücke aus Metall den White River; aufgrund des zunehmenden Verkehrs wurde dieses Bauwerk jedoch als unsicher erachtet. Die Pläne und technischen Spezifikationen für einen Neubau wurden von Charles Armintrout vorbereitet und 1927 genehmigt. Zu dem Zeitpunkt wurden Baukosten von 95.000 US-Dollar veranschlagt. Durch Verzögerungen im Genehmigungsverfahren wurde der Bau der Brücke erst 1929 begonnen und 1930 abgeschlossen. Der Bau wurde durch die Burk Construction Company ausgeführt, und die Baukosten beliefen sich auf 85.949 US-Dollar (in heutigen Preisen rund 1.395.000 US-Dollar).

## Historische Bedeutung
Das Design der West Washington Street Bridge wurde durch das Werk des Ingenieurs Edwin Thacher beeinflusst, der während des Sezessionskrieges Brücken für das Militär gebaut hatte. Die West Washington Street Bridge hat eine historische Bedeutung im Zusammenhang mit dem Wachstum von Muncie während des Automobilzeitalters. Die Ingenieurleistung beim Bau der Brücke ist ebenfalls signifikant, weil sie zum Zeitpunkt des Brückenbaus innovativ war. Die West Washington Street Bridge wurde am 19. März 2008 in das National Register of Historic Places aufgenommen.

## Belege
1. 1 2  National Register of Historic Places Registration Form: West Washington Street Bridge. S. 5 (PDF).
2. ↑  National Register of Historic Places Registration Form: West Washington Street Bridge. S. 4 (PDF).
3. ↑  National Register of Historic Places Registration Form: West Washington Street Bridge. S. 9 (PDF).
4. ↑  National Register of Historic Places Registration Form: West Washington Street Bridge. S. 10 (PDF).
5. ↑  West Washington Street Bridge im National Register Information System. National Park Service, abgerufen am 27. August 2017.